# Schlacht um Dublin
Mit der Schlacht um Dublin (englisch Battle of Dublin, irisch Cath Átha Cliath) vom 28. Juni bis 5. Juli 1922 begann der irische Bürgerkrieg (1922/1923).

## Hintergrund
Zur Beendigung des Irischen Unabhängigkeitskrieges gegen die Briten wurde am 6. Dezember 1921 der anglo-irische Vertrag geschlossen. Dieser sah die Eigenständigkeit als Freistaat innerhalb des Britischen Empires vor. Damit blieb ein Treueschwur der irischen Regierung zum Britischen König obligatorisch. Nordirland durfte nach eigener Entscheidung beim Vereinigten Königreich verbleiben. Eine neue Verfassung Irlands durfte die vertraglichen Vereinbarungen nicht beseitigen. Die irische Delegation wurde dabei von Arthur Griffith und Michael Collins und drei weiteren Emissären vertreten.
Collins damaliger Freund und Präsident des Dáil Éamon de Valera war mit dem Ergebnis nicht einverstanden. Er war im August 1921 zum Präsidenten der völkerrechtlich nicht anerkannten Republik Irland gewählt worden und lehnte ihn wegen der Teilung Irlands, aber vor allem wegen des Treueeids auf die britische Krone ab. Als der 2. Dáil im Dezember 1921 und im Januar das nahezu personenidentische House of Commons of Southern Ireland den Vertrag jeweils nach einer knappen Abstimmung ratifizierte, trat de Valera zurück. Von da an agitierte er gegen die Umsetzung des Vertrages. An seiner Stelle wurde kurze Zeit Arthur Griffith Präsident. Michael Collins war als Premierminister Oberbefehlshaber über die irischen Streitkräfte geworden. Verteidigungsminister war Richard Mulcahy.
Rory O’Connor und andere Offiziere der Irish Republican Army (IRA) beschlossen im März 1922 den offenen Kampf gegen die Vertragsbefürworter und besetzten am 14. April 1922 Four Courts, das zentrale Gerichtsgebäude in Dublin. Sie wollten so die britische Regierung zu einem erneuten Kampf provozieren.
Die britische Regierung unter David Lloyd George und Winston Churchill übte Druck auf die bestehende provisorische Regierung des irischen Freistaats unter Michael Collins aus und drohte in der Tat die Besetzung ganz Irlands an. Collins wollte keinen offenen Kampf gegen die Rebellen, während Griffith und andere Kabinettsmitglieder ein gewaltsames Vorgehen verlangten. Collins setzte stattdessen auf Verhandlungen mit der britischen Regierung, um den Treueeid wieder zu beseitigen. Er wurde jedoch von der britischen Regierung abgewiesen.
Am 16. Juni 1922 fanden die Wahlen zum Dáil Éireann statt und brachten einen Sieg der Vertragsbefürworter. Am 22. Juni 1922 wurde Henry Hughes Wilson, Feldmarschall der britischen Streitkräfte von Mitgliedern der IRA in London erschossen. Am 26. Juni 1922 wurde der stellvertretende Stabschef der irischen Streitkräfte Jeremiah Joseph O’Connell zur Freipressung eines IRA-Mitglieds entführt. Am 27. Juni 1922 wurde den Rebellen in Four Courts ein Ultimatum gesetzt. Das Ultimatum wurde in den Nachtstunden des 27. Juni an die Rebellen überbracht.
Seitens der Briten sagte Churchill Verteidigungsminister Mulcahy militärische Unterstützung durch Feldkanonen und weiterer Artillerie zu. Noch am 27. Juni wurden zwei Feldgeschütze auf der gegenüberliegenden Seite der Four Courts am anderen Ufer der Liffey in der Bridge Street und in der Winetavern Street aufgestellt.

## Die Kämpfe der Schlacht um Dublin

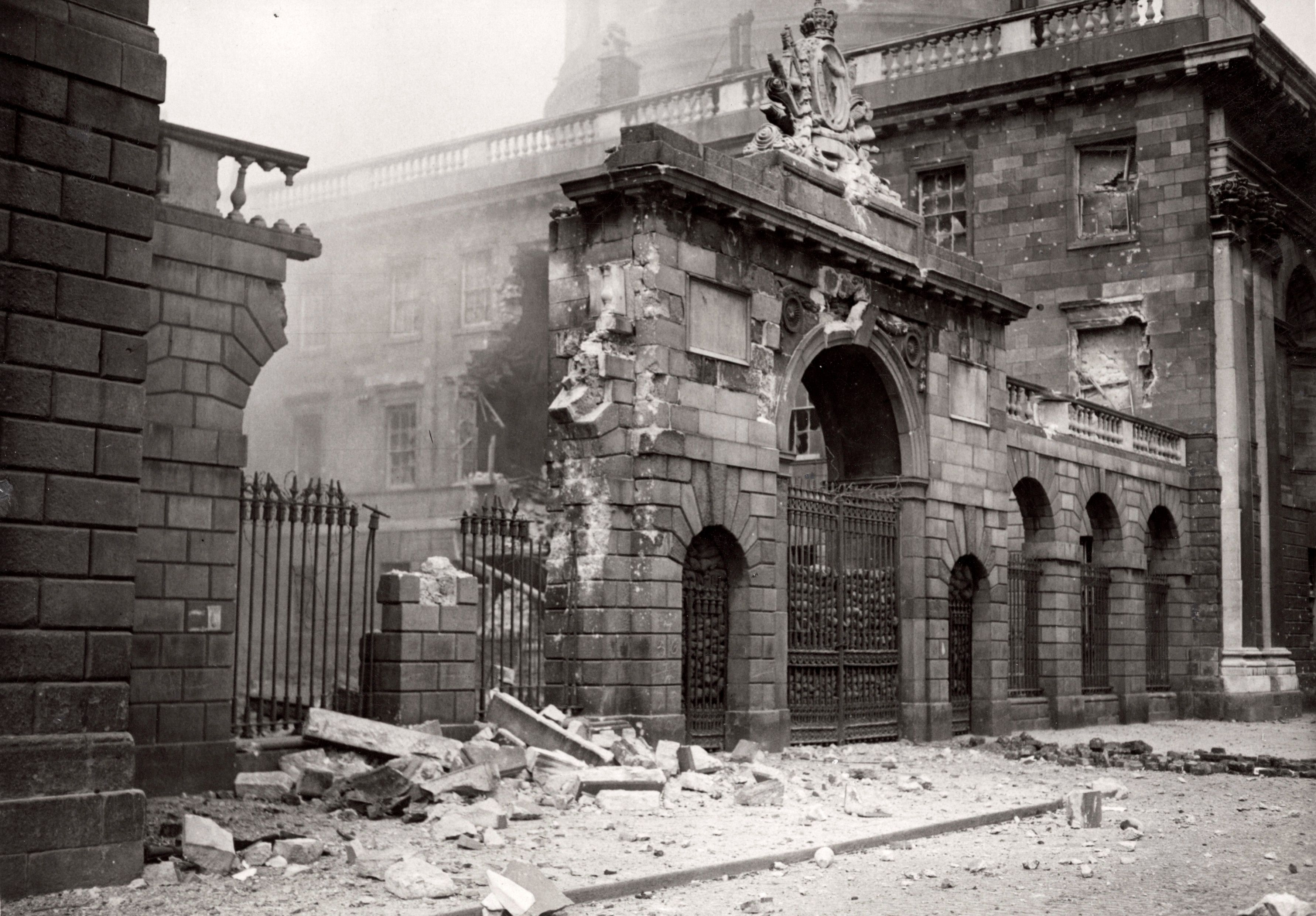
Zerstörung des Eingangs von Four Courts durch den Artilleriebeschuss

Am 28. Juni 1922 wurde ab 4 Uhr morgens das Feuer auf Four Courts eröffnet. Im Gebäude waren etwa 180 Kämpfer der IRA verschanzt, die sich passiv verhielten. Das Gebäude war vermint, sodass eine Erstürmung noch nicht zu erwarten war. Der Beschuss der Four Courts blieb damit am ersten Tag ohne Ergebnisse. Zwischenzeitlich hatte Winston Churchill eine Bombardierung aus der Luft und Haubitzen zur Unterstützung angeboten. Wegen der befürchteten zivilen Opfer lehnte Collins dies jedoch ab.
Am 29. Juni 1922 gelang es den Regierungstruppen den östlichen Teil der Four Courts zu erstürmen. Dabei wurden 33 Gefangene genommen. Innerhalb der Befehlsstruktur übernahm Ernie O’Malley das Kommando, nachdem Paddy O’Brien durch einen Granatsplitter schwer verletzt worden war. Oscar Traynor, der die IRA im übrigen Dublin befehligte, forderte die Rebellen in Four Courts zur Aufgabe auf, da ein Entsatz nicht möglich war.
Noch am gleichen Tag wurde der Straßenkampf in die O’Connell Street, den Parnell Square, die York Street und einige nahe gelegenen Straßen getragen. Damit bezweckte die IRA eine Entlastung der Kämpfe um die Four Courts.
Traynor versuchte verzweifelt IRA-Brigaden aus den übrigen Landesteilen nach Dublin zu beordern. Lediglich Belfast und Tipperary sicherten Unterstützung zu. Für sie war jedoch der Anfahrtsweg zu weit, um die IRA zu entlasten.
Am 30. Juni 1922 explodierte gegen Mittag das Irische Nationalarchiv (Public Register Office) im Westteil der Four Courts, in dem die Rebellen ihre Munition und Waffen gelagert hatten. Damit wurden Unmengen von Archivalien, die bis in die Zeit der normannischen Invasion zurückreichten, zerstört.
Um 15.30 Uhr kapitulierten die Rebellen. O’Malley übergab dem Befehlshaber der irischen Streitkräfte in Dublin, Paddy Daly, die Four Courts.
Mit dem 1. Juli 1922 rückten die irischen Streitkräfte unter dem Befehl von Tom Ennis in den Straßen vor und löschten die Widerstandsnester aus. Um die Parnell Street und die Gardiner Street zu befreien, setzten die Streitkräfte Artillerie ein. Die IRA hielt unter Oscar Traynor weiterhin das CVJM-Gebäude sowie weitere Hotels, insbesondere das Hammam Hotel.
Als das CVJM-Gebäude durch Sappeure unterminiert wurde und eine Bombe unterhalb des Gebäudes gezündet wurde, verblieben Traynor und seine Truppen im Gebäude. erst als es durch den Artilleriebeschuss in Brand geriet, gelang Traynor und den übrigen Rebellen die Flucht nach Blessington.
Zuletzt hielt Cathal Brugha mit IRA-Gefolgsleuten das Hammam Hotel. Am 5. Juli 1922 gab er schließlich auf. Als er vor das Gebäude trat, wurde er in den Oberschenkel geschossen und verblutete.

## Blutzoll
Die Kämpfe fanden in dichtbesiedelten Stadtteilen Dublins statt, sodass vor allem Zivilisten unter dem Einsatz der Artillerie und schweren Waffen zu leiden hatten.
Nach den offiziellen Zahlen wurden 35 Zivilisten, 15 Kämpfer der IRA, 29 Soldaten der Irischen Streitkräfte und ein britischer Soldat getötet. Über 280 Personen wurden verwundet. 450 gefangene IRA-Kämpfer wurden insbesondere in die Gefängnisse von Kilmainham und Mountjoy überführt.

## Situation nach der Schlacht von Dublin
Die Regierung des Freistaates hatte die Hauptstadt Dublin nach der Schlacht fest in seiner Hand. Es folgten diverse Hausdurchsuchungen, die zur Verhaftung von weiteren IRA-Kämpfern führte. Darunter war auch Harry Boland, der am 31. Juli in Skerries angeschossen wurde und am folgenden Tag im Krankenhaus verstarb.
Am 12. Juli 1922 wurde ein Kriegsrat bestehend aus Michael Collins, Richard Mulcahy und Eoin O’Duffy gebildet und das Kriegsrecht verhängt.
Die im County Kildare zusammengezogenen Truppen der IRA zogen nach Süden und nahmen Enniscorthy und Carlow ein, verließen sie jedoch beim Eintreffen der Irischen Streitkräfte wieder. Die Streitkräfte begannen im Juli 1922 eine Offensive, die sich bis September 1922 hinzog.
Michael Collins, der auf eine Beruhigung der Situation gehofft hatte, fuhr am 20. August 1922 nach Cork. Obwohl die irische Regierung den Freistaat weitgehend unter Kontrolle hatte, wurde diese Fahrt als riskant angesehen. Am 22. Oktober verließen Collins und seine Begleiter Cork nach Westen. Bei Béal na Bláth wurde ein unerkannter IRA-Kämpfer angesprochen. Nach dem Aufenthalt in einem Pub fuhr der Konvoi abends zurück über Béal na Bláth. Dort war ein Hinterhalt gelegt worden. Collins wurde getötet.
Die in den Four Courts gefangengenommenen IRA-Führer Rory O’Connor, Liam Mellows, Joe McKelvey und Richard Barrett wurden am 8. Dezember 1922 im Mountjoy Prison ohne Gerichtsverfahren hingerichtet, nachdem der Parlamentarier Seán Hales von IRA-Kämpfern ermordet worden war.